# Wahlkreis Südoulu
Der Wahlkreis Südoulu war von 1907 bis 1936 einer von 16 finnischen Wahlkreisen für die Wahlen zum finnischen Parlament. Bei den Parlamentswahlen stehen jedem Wahlkreis orientiert an der Einwohnerzahl eine bestimmte Anzahl von Mandaten im Parlament zu, dem Wahlkreis Südoulu standen 13 Sitze zu. Ab der Wahl 1939 wurde der Wahlkreis Südoulu mit einem Teil des Wahlkreises Nordoulu zum Wahlkreis Oulu zusammengefasst.